# Карупано
Карупано (ісп. Carúpano) — місто у венесуельському штаті Сукре. Адміністративний центр муніципалітету Бермудес. Є другим після столиці міським центром штату.

## Розташування
Місто знаходиться на узбережжі Карибського моря, біля основи півостровів Арайя і Парія. Розташований в північно-східній частині регіону, в 120 км від міста Кумана. На південь від міста розташоване велике родовище сірки — Ель-Пілар.
Карупано є торговим і рибальським портом по обслуговуванню районів та рибальські промисли на півострові Парія. Є харчові та керамічні підприємства. На експорт виробляються кава, какао, тютюн, шкіра та інша сільськогосподарська продукцію.

## Історія
Поблизу Карупано знаходиться місце, де Христофор Колумб вперше ступив на американський континент.
2 червня 1816 року Сімон Болівар захопив порт після двогодинного бою з іспанцями і урочисто проголосив декрет про свободу рабів.
У травні 1962 року Карупано був місцем недовгого військового заколоту проти уряду Ромуло Бетанкура, у якому взяло участь понад 500 осіб. Але вже через два дні урядові війська вступили в місто, і заколот був розгромлений. Однак «рух 4 травня» знайшов широкий відгук по всій країні.
У липні 1997 року на території більшої частини країни, включно з Карупано, стався сильний землетрус.

## Населення
| Роки      | 1920   | 1950   | 1969   | 1971   | 1998    | 2011    | 2015    |
| --------- | ------ | ------ | ------ | ------ | ------- | ------- | ------- |
| Населення | 29 937 | 30 700 | 45 100 | 50 000 | 116 107 | 135 969 | 156 380 |

## Галерея

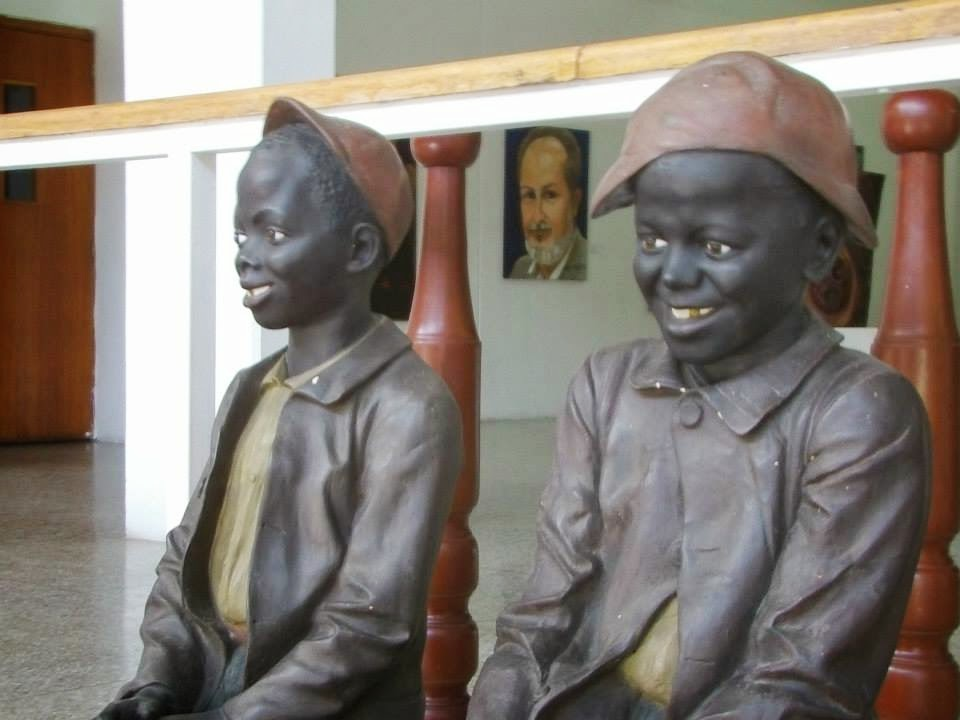
Negritos de Cerisola, скульптури, розташовані на в'їзді в місто.
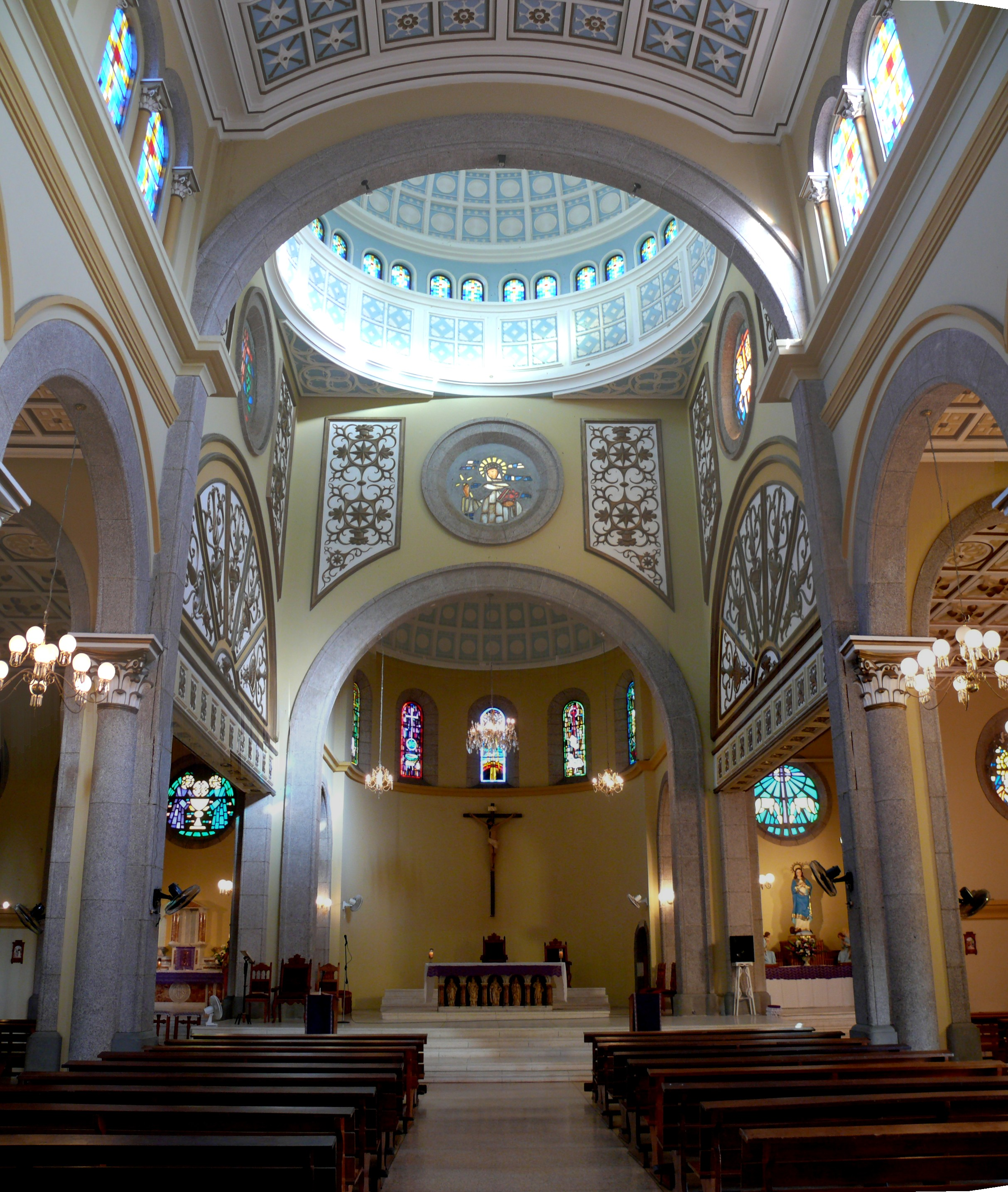
Церква Санта-Роза, Карупано.
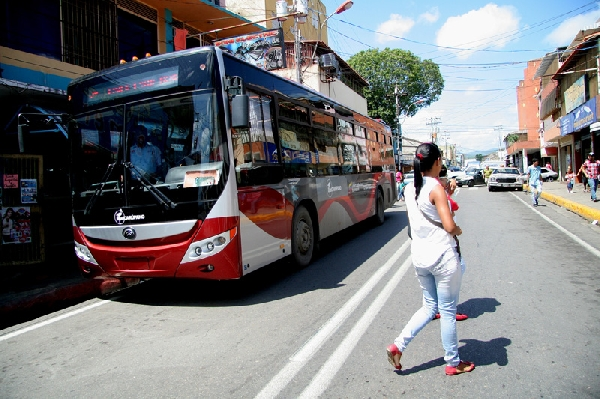
Автобус Carupano Sucre.
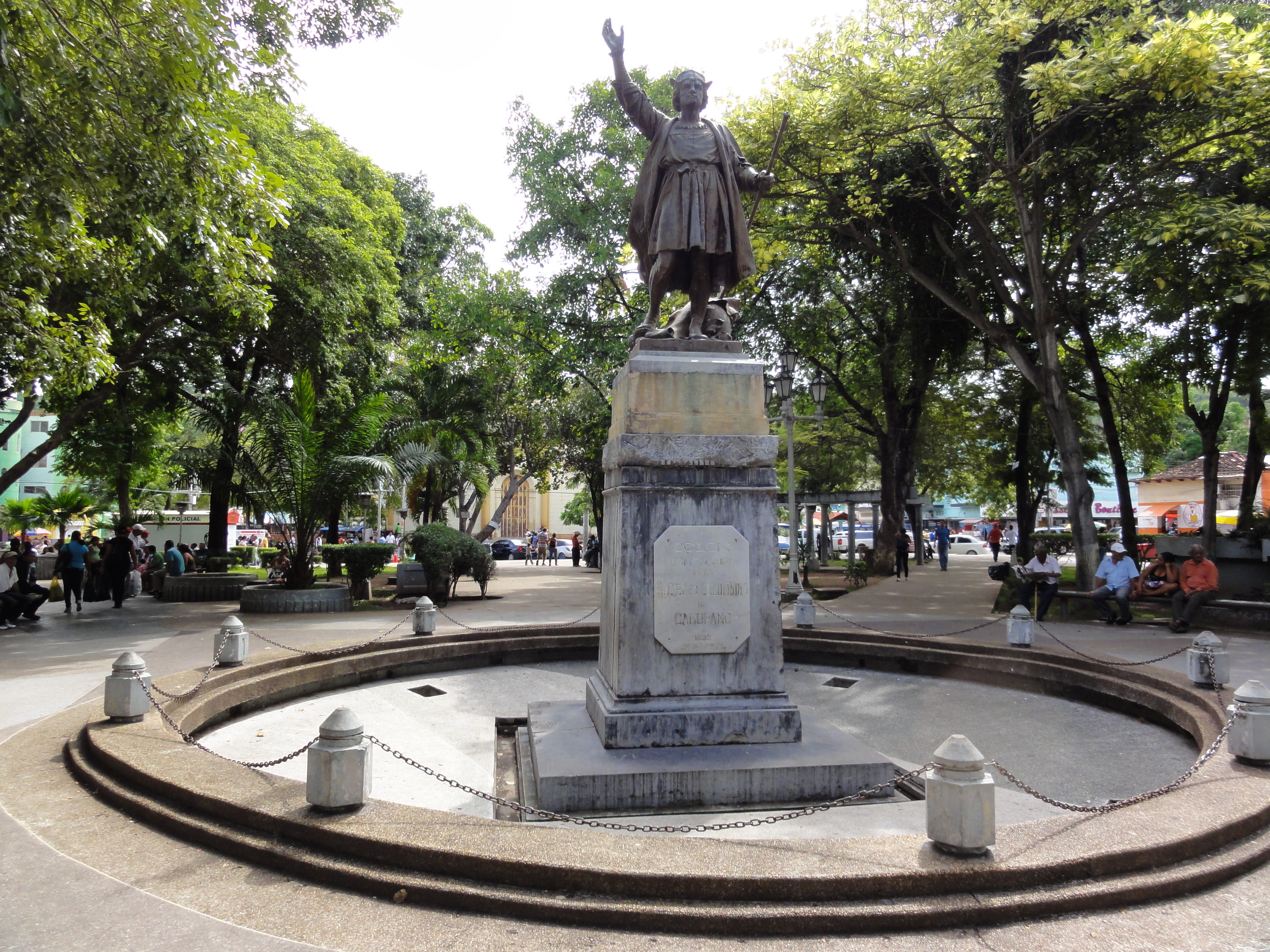
Plaza Colon de Carupano.
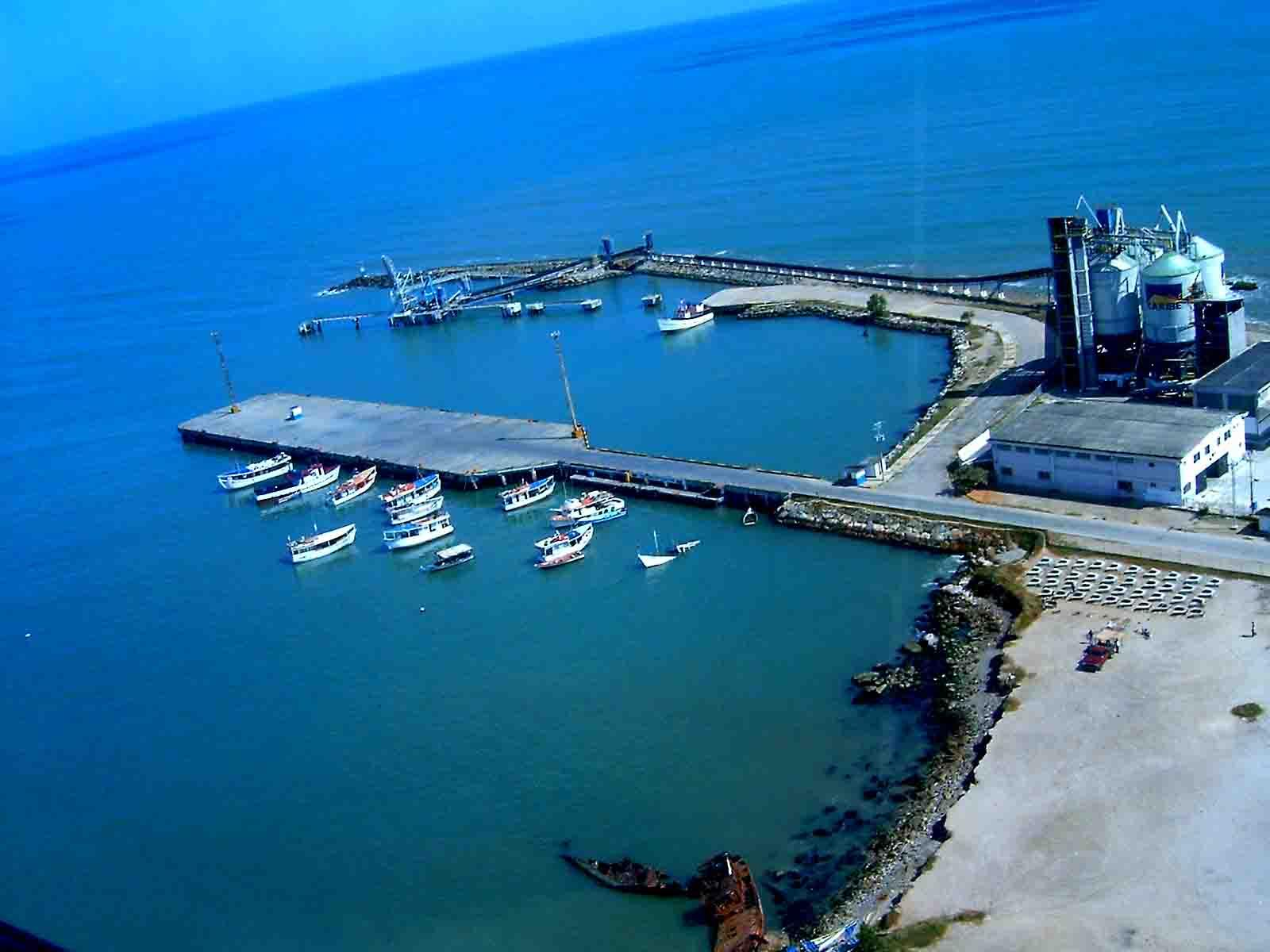
Вид на порт Карупано.
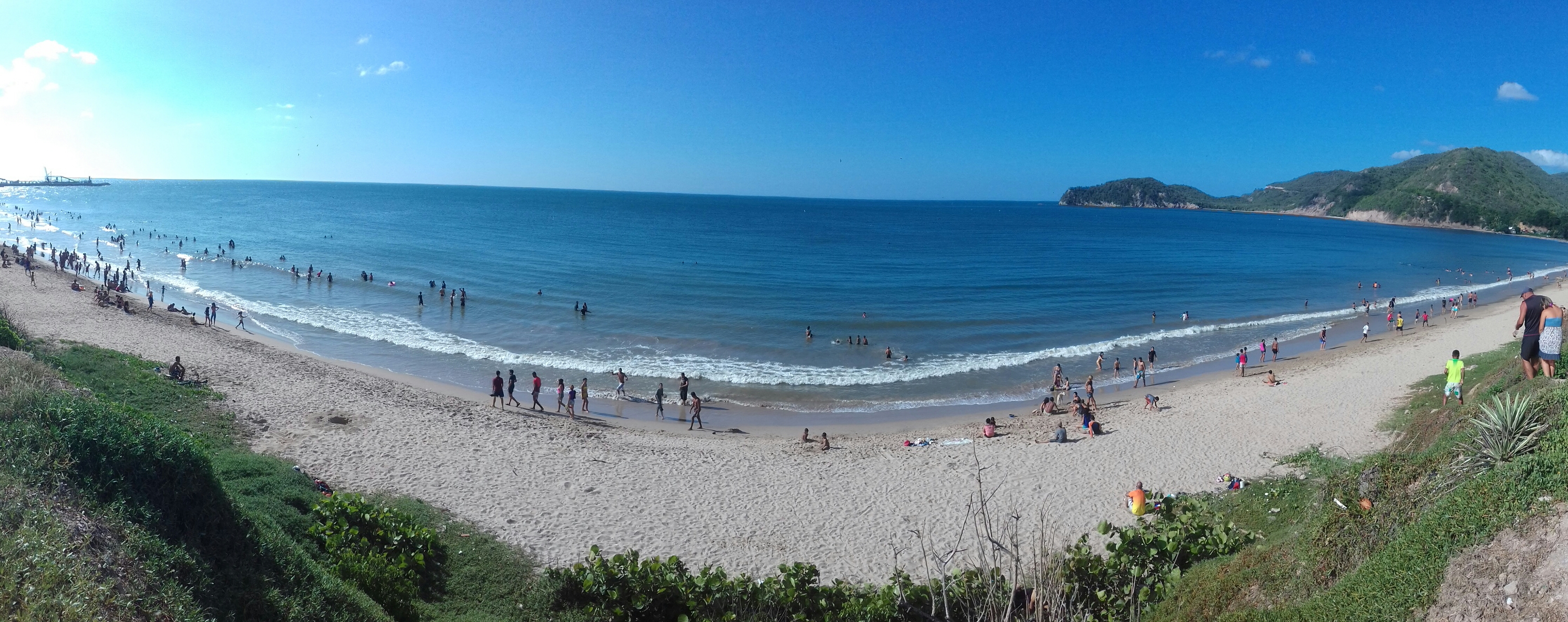
Пляж Tio Pedro. Бухта відома як Hernan Vasquez.